# Willem van de Loo
Willem Rudolf Clemens Maria van de Loo (Münster, 6 maart 1909 - 1981) was een Nederlandse SS'er tijdens de Tweede Wereldoorlog. Hij werd in Duitsland geboren maar had een Nederlandse vader. In 1944 meldde hij zich bij de Waffen-SS. In de nadagen van de oorlog maakte hij deel uit van het beruchte Jagdkommando Zeppelin (ook wel Jagdkommando Pieters genoemd), een groep van zo'n 25, gedeeltelijk Nederlandse Waffen-SS'ers. De groep zou slechts twee maanden bestaan, maar beging in die korte periode een groot scala aan gruwelen, eerst vanuit het Brummense landgoed Groot Engelenburg, op de Veluwe. Het Kommando arresteerde in dat gebied een aantal ondergedoken marechaussees en illegale werkers die tijdens de daarop volgende verhoren barbaars werden mishandeld. Toen de Canadezen oprukten naar de Veluwe trok het Kommando zich terug naar Loosdrecht. Van daaruit pakte het in het Gooi en delen van Gelderland veertig onderduikers, onder wie ook Joden, en illegale werkers op en martelde ze vervolgens eveneens vreselijk. Een jonge Joodse onderduiker bezweek daarbij aan zijn verwondingen en de vrouw van een van de arrestanten werd verkracht. Van de Loo was voluit betrokken bij het martelen en doden. De wandaden van het Kommando gingen zelfs de Duitse bezetter te ver en op 3 mei 1945 liet SD-hoofd Willy Lages de leden van het Kommando arresteren omdat ze 'structureel over de schreef waren gegaan'.
Na de capitulatie op 5 mei 1945 door de Duitsers vrijgelaten, werd Willem van de Loo vervolgens door de Nederlandse autoriteiten opgepakt. Hij moest zich in 1949 voor de rechter verantwoorden, samen met drie anderen uit zijn commando: Cornelis Cramer, Alfred Ullmann en de leider, Andries Pieters. Alle vier kregen ze de doodstraf, maar de Bijzondere Raad van Cassatie verwierp dit vonnis. In Hoger Beroep werd Van de Loo in 1951 ontoerekeningsvatbaar verklaard. Hij kreeg een gevangenisstraf van zeven jaar met dwangverpleging (tbs) voor onbepaalde tijd en werd in 1955 ter observatie opgenomen in het Pieter Baan Centrum. Een jaar later kwam hij vrij nadat men hem uitbehandeld had verklaard. 
Willem was de neef van mgr. Felix van de Loo (1886-1959), voormalig hoogleraar aan het grootseminarie Rijsenburg en officiaal (rechter kerkelijke rechtbank) van het aartsbisdom Utrecht. Deze katholieke priester was tijdens de oorlog een naaste medewerker van de toenmalige aartsbisschop Johannes de Jong . Omdat in 2018 niet duidelijk was of mgr. Van de  Loo in 1949 een actie tot gratieverlening voor zijn aanvankelijk ter dood veroordeelde neef had ondersteund en de aartsbisschop daarin had meegekregen was dit voor de huidige aartsbisschop van Utrecht, kardinaal Wim Eijk, aanleiding om de aanvraag voor een postume Yad Vashem-onderscheiding voor Johannes de Jong in te trekken.
In juni 2020 bleek echter uit onderzoek in het archief van het aartsbisdom door Joep van Gennip van de universiteit van Tilburg dat een gevangenisaalmoezenier in 1949 aartsbisschop De Jong had gevraagd om een gratieverzoek te ondersteunen. Dit betrof een aantal ter dood veroordeelden, onder wie Willem van de Loo. In overleg met mgr. Van de Loo wees de kardinaal het verzoek af ('Wij vinden geen aanleiding om een gratieverzoek in te dienen, de feiten zijn te erg").Toen dit bekend werd kreeg De Jong, die in 1952 wegens zijn moedig verzet in de oorlog door paus Pius XII tot kardinaal was benoemd, op 19 september 2022 alsnog postuum de Yad Vashem onderscheiding.

## Publicaties
- L. de Jong, Het Koninkrijk der Nederlanden in de Tweede Wereldoorlog, deel 10b, eerste helft, pp. 332-333. Staatsuitgeverij, Den Haag 1981. ISBN 90 12 03401 9..
- Paul van de Water: In dienst van de nazi's. Gewone mensen als gewelddadige collaborateurs. Uitgeverij Omniboek, Utrecht, 2020. ISBN 978-9401916097